# 弗雷特屈斯
弗雷特屈斯（法語：Frettecuisse，法語發音：[fʁɛtkɥis]）是法国上法蘭西大區索姆省的一个市镇，属于阿布维尔区。

## 地理
弗雷特屈斯（49°55'25"N, 1°48'43"E）面积5.27 平方千米，位于法国上法蘭西大區索姆省，该省份为法国北部沿海省份，北起加来海峡省和北部省，西接滨海塞纳省和大西洋英吉利海峡，南至瓦兹省，东临埃纳省。
与弗雷特屈斯接壤的市镇（或旧市镇、城区）包括：方丹勒塞克、圣莫尔维、欧马特尔、埃波梅尼勒、弗雷努瓦-昂丹维尔、韦尔日。
弗雷特屈斯的时区为UTC+01:00、UTC+02:00（夏令时）。

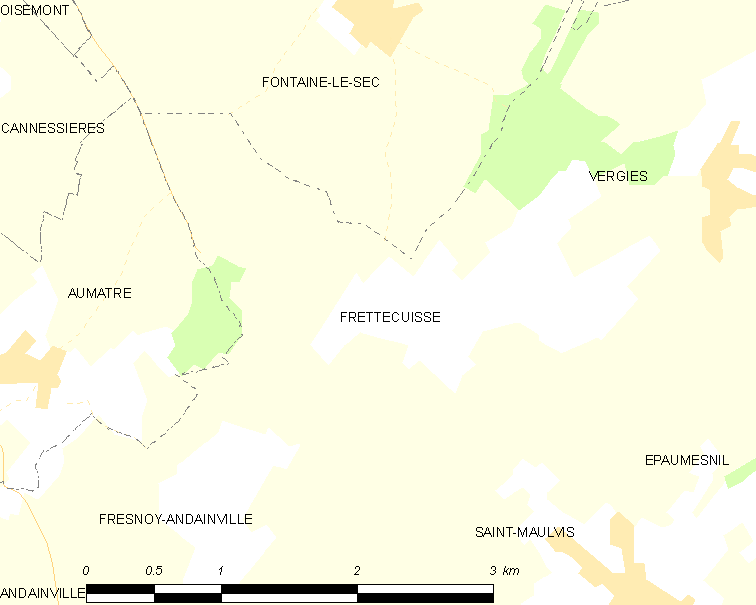
弗雷特屈斯的OSM定位图

## 行政
弗雷特屈斯的邮政编码为80140，INSEE市镇编码为80361。

## 政治
弗雷特屈斯所属的省级选区为皮卡第地区普瓦县。

## 人口

1962-2008年间弗雷特屈斯人口变化图示

弗雷特屈斯于2022年1月1日时的人口数量为70人。